# إستارا
إستارا هي بلدة في مقاطعة قزيريق في ولاية صرخنداريا في أوزبكستان.